# Sekreterare (assistent)
För andra betydelser, se sekreterare.

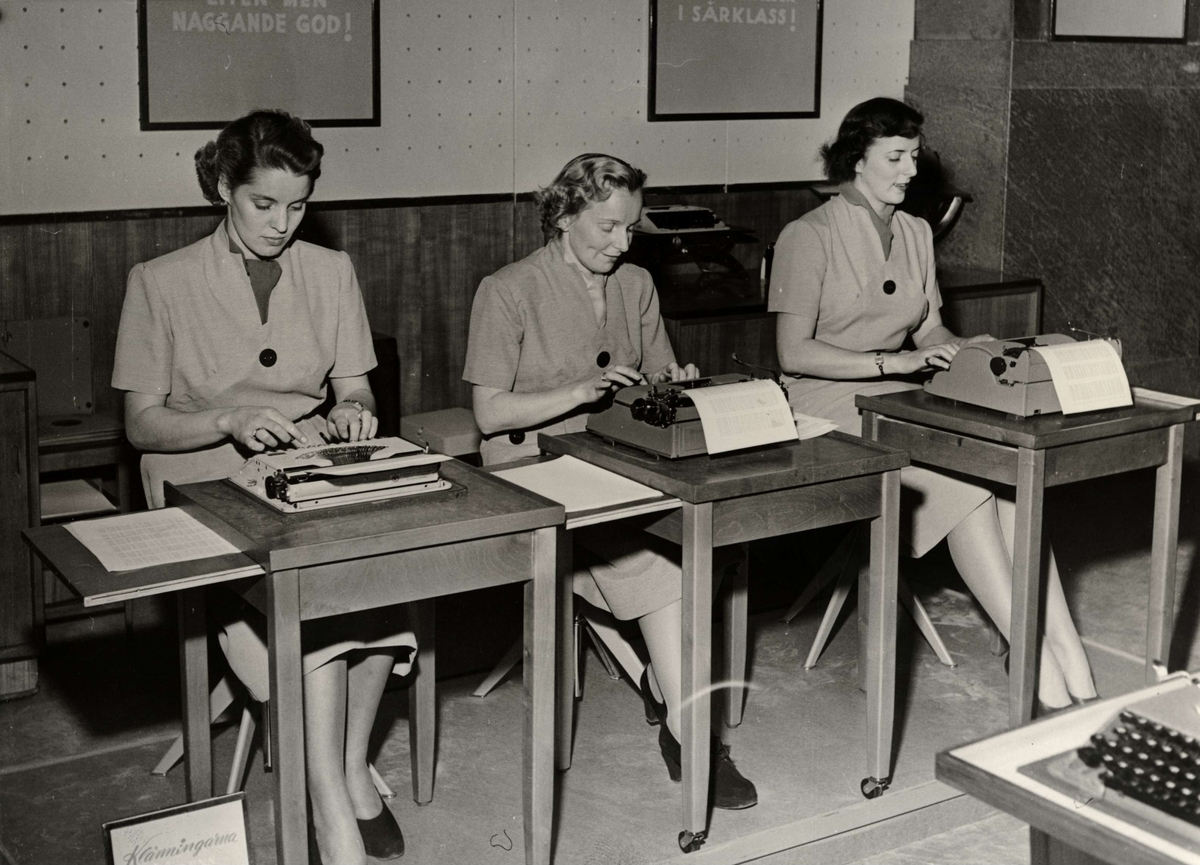
Modevisning för kontoristkläder, Nordiska Kompaniet 1952.

Sekreterare (även administrativ assistent) är en yrkesroll som utför kontorsarbete och annat administrativt stödarbete till en individ eller grupp av individer. Sysslorna kan variera. Exempel på arbetsuppgifter kan vara:
- föra protokoll, skriva och distribuera dem
- skriva brev och andra dokument självständigt eller efter diktamen eller anvisningar
- hålla ordning på besökskalendrar
- boka resor och hotell
- avtala och organisera möten
- hantera personaladministration exempelvis se över tidskrivning, semesterplanering och introducera nyanställda i de administrativa rutinerna
- svara i telefon

Privatsekreterare arbetar för en person och sköter ofta privata angelägenheter. Handsekreterare är en privatsekreterare hos personer i högre ställning.

## Sekreterare i populärkultur
- Janine Melnitz (Ghostbusters)
- Fröken Jansson (Ture Sventon)
- Fröken Näbblund (Kalle Ankas universum)
- Miss Moneypenny (James Bond-filmerna)
- Irma Langinstein (Teenage Mutant Ninja Turtles (1987))[1]
- Betty Suarez (Ugly Betty)
- Ulla-Bella (Solstollarna)

### Fotnoter
1. ↑  ”Irma” (på engelska). Dissected. Arkiverad från originalet den 24 oktober 2015. https://archive.is/20151024211131/http://www.lchr.org/a/2/dp/irma.htm#. Läst 24 oktober 2015.